# Esquirol volador fumat
L'esquirol volador fumat (Pteromyscus pulverulentus) és una espècie de rosegador de la família dels esciúrids. Viu a Brunei, Indonèsia, Malàisia i Tailàndia. Es tracta d'un animal nocturn. El seu hàbitat natural són els boscos primaris de gran alçada. Està amenaçat per la destrucció del seu entorn. El seu nom específic, pulverulentus, vol dir ‘polsegós' en llatí.